# 1985年世界斯诺克锦标赛决赛
|          | 史蒂夫·戴维斯          | 丹尼斯·泰勒   |
| -------- | ---------------------- | ------------- |
| 照片     | 2010年                 | 2004年        |
| 国家     | 英格兰                 | 北爱尔兰      |
| 最好成绩 | 1981、1983和1984年冠军 | 1979年亚军    |
| 世界排名 | 1                      | 11            |
| 裁判     | 约翰·威廉姆斯          | 约翰·威廉姆斯 |

1985年世界斯诺克锦标赛决赛又称黑球决赛（black ball final），是1985年4月27至28日周末在英格兰谢菲尔德克鲁西布剧院举办的斯诺克比赛，卫冕冠军史蒂夫·戴维斯对战1979年亚军丹尼斯·泰勒。这是戴维斯第四次打入决赛，泰勒第二次，比赛共有35局，分为四场。第一场戴维斯七局全胜，但第二场和第三场结束时领先幅度都只有两局。泰勒比赛期间从未领先，直到第34局追成17平，在决胜局打入最后的黑球才取胜，赢得职业生涯中唯一的斯诺克世锦赛冠军。媒体宣称比赛结果爆冷，此前普遍预测过去四年三获冠军的戴维斯卫冕。
1985年是英国广播公司全程直播世界斯诺克锦标赛的第八年，在4月29日（星期一）凌晨达到高潮。英国约有1850万观众收看节目，创下英國廣播公司第二台收视纪录和英国电视频道午夜后时段收视纪录并保持至今。决赛持续时长14小时50分，刷新35局赛制最长比赛时间纪录。
黑球决赛是斯克诺史上名赛，也是斯诺克在20世纪80到90年代迅速流行的其中原因。比赛期间没有人单杆分数破百，在克鲁西布剧院史上所有斯诺克比赛中是仅有的例外。为纪念这场决赛，2002年英国广播公司播出两小时纪录片《当斯诺克统治世界》，2010年又推出《戴维斯对战泰勒：85年黑球决赛》。比赛最后一局经家用视频《史上最佳斯诺克决赛》完整发布。赛后戴维斯面对采访时只回复一个字“呸”，英国讽刺剧《仿制人》后将他改编成剧中常设角色。

## 背景
世界斯诺克锦标赛是1927年首度举办的职业斯诺克比赛，1969年开始成为年度赛事。1985年世界斯诺克锦标赛决赛是1984至1985年斯诺克赛季世界排名的最后一战，属全季最高潮。比赛共有32人参加決賽圈，其中16名种子选手，16人经赛前资格赛打入。每场比赛至少有十余局，决赛是35局18胜制，分成四節。本场决赛已是英国广播公司连续第八年直播，冠军奖金六万英镑（相当于2021年的$193,399英镑），创下斯诺克比赛新纪录。

### 决赛之路
史蒂夫·戴维斯是斯诺克世界排名第一选手，在第一轮以十比八战胜尼尔·富尔兹（Neal Foulds）晋级，此后连战连胜直到决赛，而且每局领先幅度都超过第一轮。他的第二场比赛对手是大卫·泰勒（David Taylor），期间至少领先三局，最后八局七次获胜，以13比4轻取对手。戴维斯在八强赛遇到泰瑞·格里菲斯时首度落后，格里菲斯先赢四局，但戴维斯马上连追四局扳平比分。接下来八局戴维斯又拿下六局，以十比六反超，并以13比6拿下对手。半决赛原定四節，但戴维斯只用三節就以16比5轻取雷·里尔顿。
丹尼斯·泰勒世界排名第11，开赛后就以八比一领先西尔维诺·弗朗西斯科（Silvino Francisco），并以十比二取胜；第二轮又以13比6拿下埃迪·查尔顿（Eddie Charlton）。泰勒与克里夫·索本对抗的八强赛节奏缓慢，花费九个多小时打完前两節后以十比五领先，第三场连胜三局以13比5胜出。泰勒在半决赛前两局不敌托尼·诺尔斯（Tony Knowles），接下来19局共拿下16局，像戴维斯一样以16比5进入决赛。
| 比赛   | 史蒂夫·戴维斯           | 史蒂夫·戴维斯 | 丹尼斯·泰勒                 | 丹尼斯·泰勒 |
| 比赛   | 对手                    | 结果          | 对手                        | 结果        |
| ------ | ----------------------- | ------------- | --------------------------- | ----------- |
| 第一轮 | 尼尔·富尔兹（英格兰）   | 10–8          | 西尔维诺·弗朗西斯科（南非） | 10–2        |
| 第二轮 | 大卫·泰勒（英格兰）     | 13–4          | 埃迪·查尔顿（澳大利亚）     | 13–6        |
| 八强赛 | 泰瑞·格里菲斯（威尔士） | 13–6          | 克里夫·索本（加拿大）       | 13–6        |
| 半决赛 | 雷·里尔顿（威尔士）     | 16–5          | 托尼·诺尔斯（英格兰）       | 16–5        |

## 决赛经过
1985年4月27日，决赛在英格兰谢菲尔德克鲁西布剧院举行并持续到29日凌晨。戴维斯是比赛的卫冕冠军，曾在1984年世锦赛半决赛以16比9击败泰勒。两人过去九度交手，泰勒只赢过一次。戴维斯曾获1981、1983和1984年世锦赛冠军，这是他第四次打入决赛。泰勒是第二次闯进决赛，上次是1979年以16比24不敌格里菲斯。戴维斯此前从未在排名赛决赛失手。
1985年决赛开局后泰勒先单杆拿到50分，但戴维斯很快反超，在第一场七局比赛大获全胜，第二场又拿下第一局，以八比零领先。第九局戴维斯在绿球失手，泰勒打进粉球扳回一局。接下来七局泰勒赢得六局，并以单杆98分创下决赛纪录，虽然还是落后，但比分已追到七比九。第二天戴维斯在第三场先赢两盘以11比8领先，但又被追到11平。接下来两局戴维斯都凭最后打进黑球获胜，以13比11再度领先。此后六局泰勒拿下四局，比分变成15平。戴维斯再下两局，以17比15拿到赛点，但泰勒又在第33局以微弱优势取胜，第34局单杆打出57分追成17平，双方需在第35局一定乾坤。

### 决胜局
第35局是决胜局，共持续68分钟。戴维斯以62比44领先，台面上只剩下共22分的四个彩色球。戴维斯在棕球失手，泰勒接手后先把棕球打入球台另一头的右上角袋，再慢推母球将蓝球切入，然后从库边打进粉球。此前泰勒以59比62落后三分，台上只剩七分的黑球。
泰勒意图把黑球灌入中袋时失手，但母球一直走到球台顶端的安全区。戴维斯打出安全球把黑球带到底库中部附近，母球在角袋上方一点，靠近右手边的库。泰勒再度尝试灌球进入左上角袋，但依然未进，黑球停在左侧中袋上方的安全位置。
戴维斯接下来把母球和黑球挨在一起，泰勒以中距离击球入綠色角袋未进，吉姆·梅多克罗夫特（Jim Meadowcroft）评价这是泰勒“一生最重要的击球”。戴维斯此时在左上角袋有很小的进球角度，但他没有打进，黑球停在容易打進的位置，泰勒上前打进奠定胜局，比赛在1985年4月29日12点23分结束。
泰勒把黑球灌入角袋后将球杆举过头并晃动手指庆祝，他在2009年接受采访时称，当时是在向鼓励他肯定能赢的“好伙伴”特雷弗·伊斯特（Trevor East）致敬。戴维斯赛后接受大卫·维恩（David Vine）采访时表示，自己输得“心服口服”，泰勒自认这是他一生最重要的比赛。泰勒认为八强赛遇到的索本是“世界最强硬球手”，戴维斯是“世界最佳球手”，能打败这两位选手，他自认是“今年世界最佳球手”。

## 比赛数据
下表列出决赛数据，括弧内代表该局单杆最高分，获胜得分旁边附有†符号
| 决赛（35局18胜制），4月27至28日谢菲尔德克鲁西布剧院，约翰·威廉姆斯任裁判 |                          |                          |                          |                        |                        |                        |                        |                            |                            |                            |                            |
| 史蒂夫·戴维斯 (1) 英格兰                                                 | 史蒂夫·戴维斯 (1) 英格兰 | 史蒂夫·戴维斯 (1) 英格兰 | 史蒂夫·戴维斯 (1) 英格兰 | 17比18                 | 17比18                 | 17比18                 | 17比18                 | 丹尼斯·泰勒（11） 北爱尔兰 | 丹尼斯·泰勒（11） 北爱尔兰 | 丹尼斯·泰勒（11） 北爱尔兰 | 丹尼斯·泰勒（11） 北爱尔兰 |
| 选手                                                                     | 第一场：7比0             | 第一场：7比0             | 第一场：7比0             | 第一场：7比0           | 第一场：7比0           | 第一场：7比0           | 第一场：7比0           | 第一场：7比0               | 第一场：7比0               | 第一场：7比0               | 第一场：7比0               |
| 局                                                                       | 1                        | 2                        | 3                        | 4                      | 5                      | 6                      | 7                      | 8                          | 9                          | 10                         | 11                         |
| 戴维斯                                                                   | 88†                      | 93†（87）                | 49†                      | 65†                    | 95†（55）              | 85†（66）              | 83†（58）              | N/A                        | N/A                        | N/A                        | N/A                        |
| 泰勒                                                                     | 50（50）                 | 0                        | 2                        | 38                     | 1                      | 6                      | 20                     | N/A                        | N/A                        | N/A                        | N/A                        |
| 选手                                                                     | 第二场：2比7（9比7）     | 第二场：2比7（9比7）     | 第二场：2比7（9比7）     | 第二场：2比7（9比7）   | 第二场：2比7（9比7）   | 第二场：2比7（9比7）   | 第二场：2比7（9比7）   | 第二场：2比7（9比7）       | 第二场：2比7（9比7）       | 第二场：2比7（9比7）       | 第二场：2比7（9比7）       |
| 局                                                                       | 1                        | 2                        | 3                        | 4                      | 5                      | 6                      | 7                      | 8                          | 9                          | 10                         | 11                         |
| 戴维斯                                                                   | 121†（64, 57）           | 49                       | 76†（57）                | 48                     | 27                     | 19                     | 1                      | 0                          | 48                         | N/A                        | N/A                        |
| 泰勒                                                                     | 0                        | 59†                      | 27                       | 63†                    | 75†（61）              | 99†（98）              | 71†（70）              | 100†（56）                 | 77†                        | N/A                        | N/A                        |
| 选手                                                                     | 第三场：4比4（13比11）   | 第三场：4比4（13比11）   | 第三场：4比4（13比11）   | 第三场：4比4（13比11） | 第三场：4比4（13比11） | 第三场：4比4（13比11） | 第三场：4比4（13比11） | 第三场：4比4（13比11）     | 第三场：4比4（13比11）     | 第三场：4比4（13比11）     | 第三场：4比4（13比11）     |
| 局                                                                       | 1                        | 2                        | 3                        | 4                      | 5                      | 6                      | 7                      | 8                          | 9                          | 10                         | 11                         |
| 戴维斯                                                                   | 25                       | 72†                      | 66†                      | 45                     | 2                      | 1                      | 64†                    | 58†                        | N/A                        | N/A                        | N/A                        |
| 泰勒                                                                     | 68†（53）                | 43                       | 58                       | 80†                    | 73†（57）              | 80†（55）              | 56                     | 46                         | N/A                        | N/A                        | N/A                        |
| 选手                                                                     | 第四场：4比7（17–18）    | 第四场：4比7（17–18）    | 第四场：4比7（17–18）    | 第四场：4比7（17–18）  | 第四场：4比7（17–18）  | 第四场：4比7（17–18）  | 第四场：4比7（17–18）  | 第四场：4比7（17–18）      | 第四场：4比7（17–18）      | 第四场：4比7（17–18）      | 第四场：4比7（17–18）      |
| 局                                                                       | 1                        | 2                        | 3                        | 4                      | 5                      | 6                      | 7                      | 8                          | 9                          | 10                         | 11                         |
| 戴维斯                                                                   | 86†（86）                | 43                       | 78†（66）                | 29                     | 4                      | 29                     | 66†                    | 81†                        | 47                         | 24                         | 62                         |
| 泰勒                                                                     | 13                       | 82†（61）                | 17                       | 84†（70）              | 72†（57）              | 83†（79）              | 6                      | 0                          | 75†                        | 71†（57）                  | 66†                        |
| 87                                                                       | 87                       | 87                       | 87                       | 单杆最高分             | 单杆最高分             | 单杆最高分             | 单杆最高分             | 98                         | 98                         | 98                         | 98                         |
| 0                                                                        | 0                        | 0                        | 0                        | 单杆百分               | 单杆百分               | 单杆百分               | 单杆百分               | 0                          | 0                          | 0                          | 0                          |
| 12                                                                       | 12                       | 12                       | 12                       | 单杆超50分             | 单杆超50分             | 单杆超50分             | 单杆超50分             | 10                         | 10                         | 10                         | 10                         |
| 丹尼斯·泰勒赢得1985年世界斯诺克锦标赛冠军 † = 该局胜出                   |                          |                          |                          |                        |                        |                        |                        |                            |                            |                            |                            |

## 影响
球员和球迷把1985年决赛称为斯诺克史上名赛，至今保持多项纪录。首先是比赛时长，35局共耗时14小时50分；其次是观众人数，决赛尾声吸引1850万观众，至今保持英國廣播公司第二台节目纪录和英国午夜后时间段节目纪录。1986年世界斯诺克锦标赛期间，泰勒在第一轮就被淘汰，戴维斯第五次打入决赛，但以12比18不敌乔·约翰逊。1987至1989年，戴维斯连获三次世锦赛冠军，共次胜出达六次。戴维斯和泰勒此后只在1991年世界斯诺克锦标赛八强赛再度相遇，戴维斯以13比7轻松取胜。泰勒再也没有打入世锦赛决赛，但在1987年斯诺克大师赛决赛对阵亞歷克斯·希金斯时后来居上取胜。
泰勒的母亲在1984年9月去世，同年十月他获斯诺克世界公开赛冠军，告慰母亲在天之灵，他还用1985年的世锦赛冠军向亡母致敬。泰勒返回北爱尔兰并在一万人的胜利游行中乘路虎返回故乡考利斯兰（Coalisland）。他在游行当时借穿市长长袍，夫人和三个孩子陪在身边。此后他和巴里·赫恩签署五年合同，请赫恩当他的经纪人。戴维斯在赛后记者招待会上面对大卫·维恩提问只回复一个字：“呸”，随后就不再说话，媒体称他“输不起”。英国讽刺剧《仿制人》（Spitting Image）后将戴维斯改编成剧中常设角色。
决战过去几个月后，戴维斯与泰勒一起录制特别节目，观看整场比赛并讨论每一次击球。戴维斯最后一次击球未能将黑球切入角袋，他在回顾时表示：“我当时自我提醒要打薄一点”，“就是打得不够薄才把机会拱手让人”。在他看来，泰勒虽然是打进最后的黑球才获胜，但实际上决定战负的是之前决胜局表现。戴维斯认为，改变决胜局走向的是其中一次粉球入袋。这段回顾节目后来制成DVD《史上最了不起的斯诺克决赛》（The Greatest Snooker Final of All Time）。2002年，英国第四台的民意调查把黑球决赛评为史上最了不起的体育时刻第九名。
泰勒与戴维斯在2010年斯诺克世界锦标赛期间“重现”1985年决胜局，两人意在戏仿，还意图再现局末打黑球入袋失手。两人多次尝试，结果只有一次没有打进，正好对应1985年泰勒打进后赢得冠军的最后一击。英国广播公司第二台在结束2010年世锦赛报道后播出一小时纪录片《戴维斯对战泰勒：85年黑球决赛》（Davis v Taylor: The '85 Black Ball Final），科林·默里（Colin Murray）主持。